# Autoritarismo no Brasil

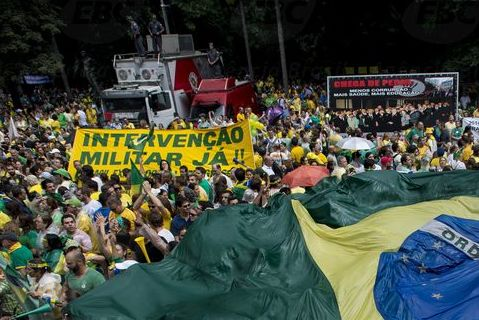
Cartaz pedindo intervenção militar em uma manifestação pelo Impeachment da Dilma, São Paulo

O autoritarismo, ou autoritarismo social, é um traço marcante da sociedade brasileira. Embora a imagem do brasileiro seja a da afabilidade, da cordialidade, da "democracia racial", a realidade mostra uma uma sociedade violenta, desigual, e hierárquica. A mentalidade autoritária de grande parte da população ainda é um obstáculo ao pleno desenvolvimento da democracia no país, democracia entendida não como o direito a eleger e ser eleito, mas como uma mentalidade igualitária em todos os setores da sociedade.
Um dos traços do autoritarismo é justamente a mentalidade hierárquica do povo brasileiro. Tais desigualdades incluem o tratamento especial dado ao patrão por um empregado, mesmo fora das relações de trabalho. "É uma sociedade na qual as diferenças e assimetrias sociais e pessoais são imediatamente transformadas em desigualdades, e estas, em relações de hierarquia, mando e obediência".
O Brasil permanecia majoritariamente hierárquico, pelo menos, até 2007, quando da publicação do livro A Cabeça do Brasileiro, de Alberto Carlos Almeida. O livro traz o resultado de uma pesquisa de opinião que mostra, entre outras coisas, que a tese do antropólogo Roberto DaMatta (de que a sociedade brasileira é hierárquica) está correta, embora haja importantes diferenças de região, escolaridade, gênero, etc. Como a mentalidade hierárquica está fortemente ligada à escolaridade, o autor previu que com a expansão da educação, a sociedade tenderia a ser mais igualitária.

## Raízes do autoritarismo
Muito do autoritarismo vem da forma com que nossa colonização foi feita. O território que hoje compreende o Brasil era uma colônia de exploração, caracterizada por grandes propriedades rurais nas mãos de poucos. A convivência entre as pessoas era muito mais vertical do que horizontal. Nas palavras de Paulo Freire, "oscilávamos entre o poder do senhores das terras e o poder do governador, do capitão-mor". Segundo o autor, uma das consequências desse passado colonial é o "mutismo" brasileiro, a adequação (ou resignação) fatalística do povo aos acontecimentos, sua baixa participação nos problemas comuns, na vida democrática.
Estávamos assim 'conformados' em um tipo de vida rigidamente autoritário, nutrindo-nos de experiências verticalmente antidemocráticas, em que se formavam e robusteciam sempre mais as nossas disposições mentais também e forçosamente antidemocráticas— Paulo Freire
Ao falar da origem do autoritarismo, é impossível deixar de mencionar a escravidão. O antropólogo Darcy Ribeiro exprime as consequências desse passado.
Nenhum povo que passasse por isso [pela brutalidade da escravidão] como sua rotina de vida através de séculos sairia dela sem ficar marcado indelevelmente. Todos nós, brasileiros, somos carne da carne daqueles pretos e índios supliciados. Todos nós, brasileiros, somos, por igual, a mão possessa que os supliciou. A doçura mais terna e a crueldade mais atroz aqui se conjugaram para fazer de nós a gente sentida e sofrida que somos e a gente insensível e brutal que também somos. Descendentes de escravos e senhores de escravos seremos sempre servos da malignidade destilada e instalada em nós, tanto pelo sentimento da dor intencionalmente produzida para doer mais quanto pelo exercício da brutalidade sobre homens, sobre mulheres, sobre crianças convertidas em pasto de nossa fúria.— Darcy Ribeiro, O Povo Brasileiro

## Obstáculos para a democracia
Marilena Chaui aponta que o caráter autoritário da sociedade brasileira é um obstáculo à democracia. Os itens a seguir são as causas que obstaculizam a pleno desenvolvimento da democracia em seu sentido mais amplo (igualdade, mentalidade democrática). Conforme a filósofa , a sociedade brasileira é caracterizada pelos seguintes aspectos:
1. estruturada segundo o modelo do núcleo familiar (isto é, do poder do chefe, seja este o paiou a mãe), nela se impõe a recusa tácita (e, às vezes explícita) para fazer operar o mero princípio liberal da igualdade formal e a dificuldade para lutar pelo princípio socialista da igualdade real
2. recusa tácita (e às vezes explícita) de operar com o mero princípio liberal da igualdade jurídica e a dificuldade para lutar contra formas de opressão social e econômica: para os grandes, a lei é privilégio; para as camadas populares, repressão. As leis são vistas como inócuas
3. indistinção entre o público e o privado. Não há a percepção de uma esfera pública das opiniões, da sociabilidade coletiva ou da rua como espaço comum. Com isso, entre outros efeitos, reduzem-se direitos sociais (devido a um encolhimento do público).
4. forma peculiar de evitar o trabalho dos conflitos e contradições sociais, econômicas e políticas enquanto tais, uma vez que conflitos e contradições negam a imagem mítica da boa sociedade indivisa, pacífica e ordeira. Conflitos e contradições são considerados sinônimo de perigo, crise, desordem. A sociedade auto-organizada é vista comoperigosa para o Estado e para o funcionamento ―racional‖ do mercado.
5. forma peculiar de bloquear a esfera pública da opinião como expressão dos interesses e dos direitos de grupos e classes sociais diferenciados e\ou antagônicos. A mídia monopoliza a informação, e o consenso é confundido com a unanimidade, de sorte que a discordância é posta como ignorância, atraso ou ignorância.
6. naturalização das desigualdades econômicas, sociais, e até mesmo étnicas, religioas e de gênero. Naturalização também de todas formas visíveis e invisíveis de violência.
7. fascínio pelos signos de prestígio e de poder: uso de títulos honoríficos sem qualquer relação com a possível pertinência de sua atribuição, o caso mais corrente sendo o uso de "Doutor" quando, na relação social, o outro se sente ou é visto como superior ) "doutor" é o substituto imaginário para os antigos títulos de nobreza; manutenção de criadagem doméstica cujo número indica aumento de prestígio e de status, etc..

A democracia é inviabilizada por carências na educação. Paulo Freire acredita "estes deficits [na educação], realmente alarmantes, constituem óbices ao desenvolvimento do país e à criação de uma mentalidade democrática".

## Mentalidade hierárquica do povo
No seu livro A Cabeça do Brasileiro (2007), Alberto Carlos Almeida demonstra, por meio de dados e estatísticas, que existe uma correlação entre hierarquia e autoritarismo. Isto é, pessoas que defendem certas posturas autoritárias (como a repressão a protestos contra o governo) são os mesmos que defendem posturas hierárquicas, como a relação entre patrão e empregado. Para a maioria dos brasileiros, não há igualdade efetiva. Por exemplo, um patrão é hierarquicamente superior a um empregado, mesmo fora das relações de trabalho. Exemplo disso é o seguinte dado:
| Atitude que empregado deveria ter se o patrão diz que ele pode tomar banho na psicina do edifício | % dos brasileiros |
| ------------------------------------------------------------------------------------------------- | ----------------- |
| Tomar banho na piscina                                                                            | 35                |
| Agradecer e não tomar banho na piscina                                                            | 65                |

Conforme os dados revelam, dois em cada três brasileiros acreditam não haver igualdade fora do ambiente de trabalho.
| Atitude que um porteiro deveria ter ao ganhar na megassena | % dos brasileiros |
| ---------------------------------------------------------- | ----------------- |
| Comprar uma casa numa área rica da cidade                  | 21                |
| Continuar morando no mesmo bairro, em uma casa melhor      | 79                |

Conforme esse outro dado, um porteiro (provavelmente mulato, ou negro) permanece um porteiro, mesmo se ele se tornar rico. Sua posição na sociedade é bem definida, e ele não deveria ir para um bairro de classe alta.
Para Alemeida, a educação é a solução para esses (e vários outros) problemas. Conforme afirma, "mais riqueza e mais educação levam as pessoas a rejeitar a autoridade superior e a buscar formas de 'autoexpressão'. Pessoas mais educadas tendem a se afastar da autoridade superior e a rejeitar as relações sociais verticais em benefício de relações de poder mais horizontais."
Porém, "ainda é grande a parcela da população que compartilha uma visão de mundo 'arcaica'. Com a melhoria da escolaridade, seria possível ter mais "modernos", com uma mentalidade que possibilite a democracia. Para o autor, "o país está em transformação, e ela depende da sala de aula".

## Apoio a punições ilegais
Outros dados levantados pela pesquisa que evidenciam uma mentalidade autoritária são o número de brasileiros que apoiam punições ilegais, como estupro de estupradores nas prisões, linchamentos de suspeitos de crimes e o espancamento de assaltantes pela polícia para obter a confissão de um crime (ou seja, tortura, uma violação dos direitos humanos).  Mais da metade dos entrevistados acham que essas punições podem ser usadas, mesmo que ocasionalmente. Pouco menos da metade da população brasileira considera essas punições "sempre erradas".

## Bolsonarismo
Contemporaneamente, o autoritarismo pode ser verificado com o fenômeno bolsonarista, que gira em torno, mas não se limita a, do o militar reformado Jair Bolsonaro se tornou presidente do Brasil em 2018. Trata-se de uma manifestação no autoritarismo na política. Esse tipo de autoritarismo não é novo. De fato, conforme um estudo acadêmico sobre o lado autoritarista do bolsonarismo:
A rigor, o Bolsonarismo está para além da figura de Jair Bolsonaro, embora esta figura grotesca e bizarra tenha significados sociopolíticos, trazendo à baila marcas históricas da formação social brasileira e da nossa própria cultura política, materializadas no conservadorismo, no machismo, no racismo, na misoginia, nas discriminações de múltiplas naturezas. Bolsonaro parece bem encarnar a perspectiva colonialista de submissão, elitismo e violência, a atravessar a história do País, reatualizando-se no reacionarismo político-cultural, em pauta no Brasil do Presente.— Maria do Socorro Sousa de Araújo e Alba Maria Pinho de Carvalho (grifo nosso)
Vale citar, em se tratando do autoritarismo na política, um trecho de Casa-Grande & Senzala, livro de Gilberto Freyre, escrito no início do Século XX, mas que poderia ter sido escrito no século XXI:

A nossa tradição revolucionária, liberal, demagógica, é antes aparente e limitada a focos de fácil profilaxia política: no íntimo, o que o grosso do que se pode chamar "povo brasileiro" ainda goza é a pressão sobre ele de um governo másculo e corajosamente autocrático.— Freyre, Gilberto (1933). Casa-grande & senzala. [S.l.]: Global Editora